# 비자야 (참파)

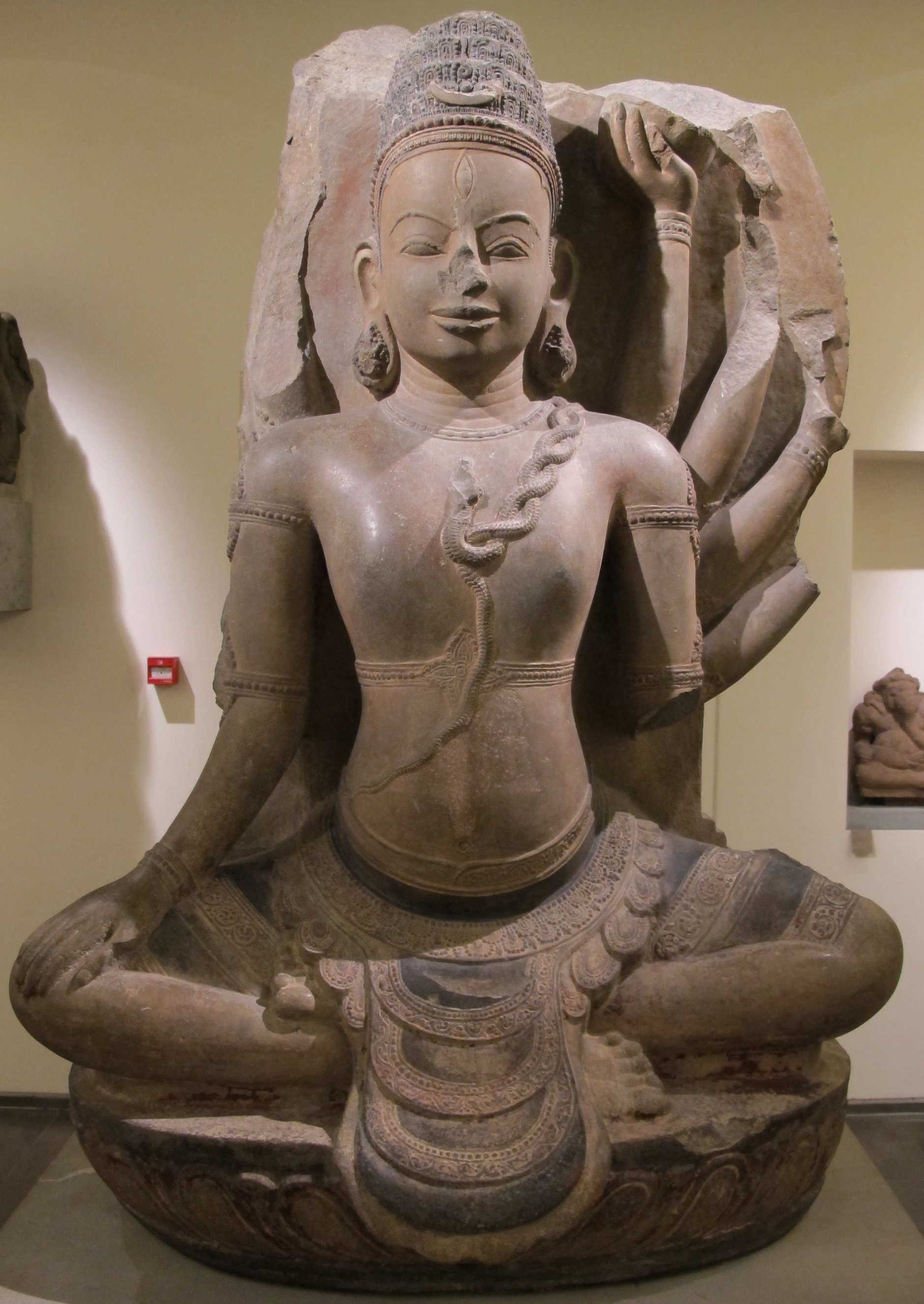
비자야 탑바인잇에서 출토된 시바상(구이멧 박물관 소장)

비자야(Vijaya)는 베트남 남중부 해안 지방에 고대에 존재했던 참파 왕국의 도시로, 1471년에 베트남에 의해 정복당할 때까지 여러 세기 동안 참파 왕국의 수도였다.

## 개요
비자야는 꼰강을 따라 저지대를 중심으로, 지금은 빈딘성의 남쪽에 위치해 있었다. 평야의 동쪽과 강어귀 근처에는 항구를 전략적으로 보호하기 위한 곳이 있었다. 이것은 참파의 주요 항구 중 하나인 티나이항의 등장으로 이어졌다. 서쪽 고지로 이어지는 강은 수출용 침향목과 같은 명품을 참파에 공급하는 고원 사람들과의 무역에서 중요했다. 비자야의 지리적 위치도 농업에 중요한 역할했다. 가장 큰 강 중 하나를 가진 참파에서, 비자야의 토양은 다른 지역보다 더 비옥했다. 이것으로 인해 비자야의 중심 지역으로 상대적으로 많은 사람들이 몰려들었고, 그 결과 비교적 많은 수의 사원이 생겨났다.

## 역사
비자야 주변 지역은 현재 참족이 개척한 가장 초기의 땅 중 하나일 것이다. 그러나, 비자야의 건축술은 11세기 또는 12세기까 이전까지는 별로 중요하지 못했다는 것을 함축한다. 비자야의 기록들에서는 1069년 리탄통의 통치기에 베트남에 대한 무장 습격에 대한 보복으로 비자야 성채를 공격했었다는 것을 시사하고 있다. 참 왕국의 루드라바르만 3세는 패배를 당하고, 포로로 잡혔으며 참파의 북부 3개의 성(현재 꽝빈성과 꽝찌성)을 바쳤다.:62,186
비자야는 또한 12세기와 13세기에 앙코르(현재 캄보디아)와의 전쟁에도 관여했다. 1145년 수르야바르만 2세가 이끄는 크메르군이 참파에 침공하여 비자야에 있는 자야 인드라바르만 3세를 폐위시켰지만:75–76, 1149년에 물러났다.:160 이후에도 비자야는 크메르 왕 자야바르만 7세에 의해 지배를 당하기도 했다. 크메르 왕은 앙코르와 참파에서 성공적인 군사 작전을 펼치기 위해 참족들을 이용했다. 베트남과 규모가 큰 전쟁이 15세기에도 다시 발발했으며, 이것은 결국 비자야의 패배와 1471년 참파의 멸망으로 이어졌다. 1403년, 베트남이 보급 부족으로 인한 퇴각하기는 했지만, 비자야의 성채는 한 달 동안 포위를 당했다. 1471년 초에 최후의 공격이 있었고, 이후 70년간 양국 간에 군사적 대치는 거의  없었다. 이것은 참파가 베트남을 공격해 달라고 중국에 요청한 것에 대한 반동으로 해석되었다. 참파 대부분이 1,471년 이후 해체되었지만, 비자야는 베트남 내의 다른 세력을 보호를 받는 세력으로 일부가 살아 남았다.

## 건축
비자야 건축물은 돌과 벽돌 요소의 조합을 사용했기 때문에 다른 참파의 유적과는 구별된다. 이 당시 대부분의 다른 참족들의 구조물은 벽돌만 사용했다. 이것은 캄보디아 앙코르에서 영향을 받았음을 의미한다. 건축용 가공 석재는 벽돌 생산보다 노동집약적이었기 때문에 비자야가 다른 참파의 중심지에 비해 상대적으로 풍요로웠음을 반증한다. 비자야의 건축 양식은 나중에 빈딘 양식과 같은 12세기에서 14세기 사이의 건축술의 최신 분류를 제공하였기 때문에, 참파 전체에서도 지배적인 것처럼 보인다.

## 유적

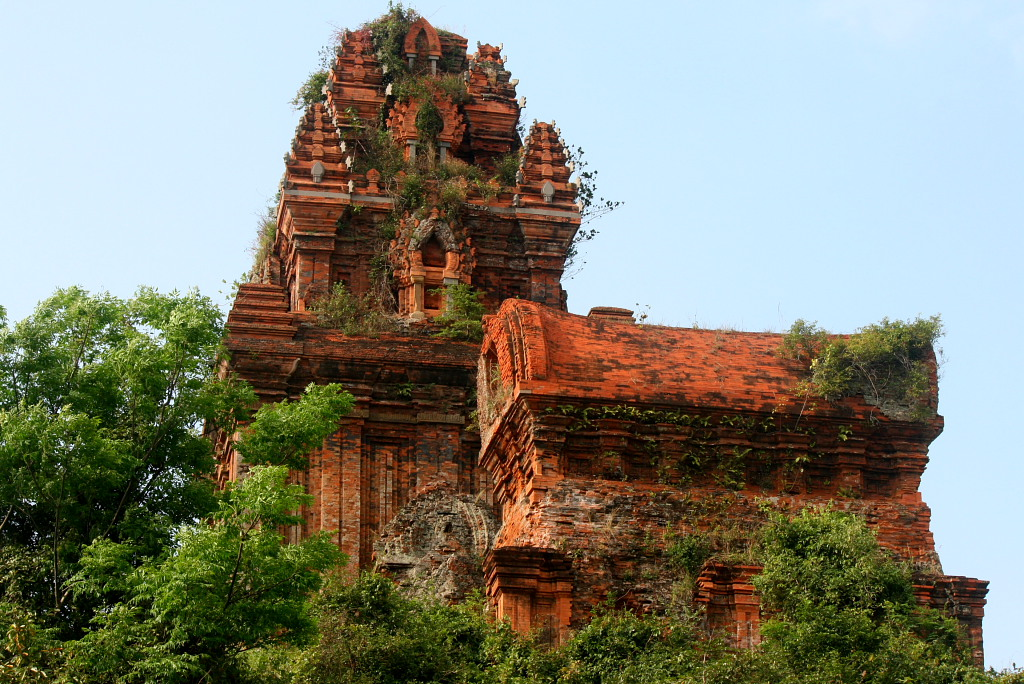
타인잇탑

비자야에 건설된 비교적 많은 수의 탑이 빈딘성에서 보존되어 있다. 이것들 중에 하나가 성채 유적지인데, 까인띠엔 탑과 여러 사찰의 탑이 남아 있다. 즈엉롱탑은 동남아시아에서 가장 높은 힌두교 건축물 중 하나이다.
떠이선 왕조의 유적 호앙제 성채는 오래된 참파 성벽 안에 있다.
| 유적지          | 년대                                                          | 위치               |
| --------------- | ------------------------------------------------------------- | ------------------ |
| 즈엉롱          | 12세기 후반 - 13세기 초; 14세기 - 15세기에 향상 (1471년 이전) | 빈호아, 떠이선     |
| 흥타인 / 탑도이 | 12세기 후반 - 13세기 초                                       | 동다, 꾸이년       |
| 까인띠엔        | 13세기 후반 - 14세기/15세기                                   | 년허우, 안년       |
| 톡록 / 푸록     | 13세기 후반 - 14세기                                          | 빈응히, 떠이선     |
| 트티엔          | 13세기 후반 - 14세기                                          | 빈응히, 떠이선     |
| 빈럼            | 11세기초 (c. 1000)                                            | 프억호아, 뚜이프억 |
| 바인잇 / 탑박   | 11세기초 (c. 1000); 이후 개선                                 | 프억히엡, 뚜이프억 |